# Mikrozorium oskrzydlone
Mikrozorium oskrzydlone, mikrozorium skrzydlate (Leptochilus pteropus) – gatunek paproci z rodziny paprotkowatych. Występuje na obszarach o klimacie umiarkowanym i tropikalnym w Azji Południowej (Indie), w płd. wsch. Azji (Filipiny, Półwysep Malajski), na południu Chin. Spotykana na terenach wilgotnych i zalewowych nad brzegami rzek, strumieni leśnych. Bywa uprawiana w akwariach.

## Morfologia
W naturze dorasta do 30 cm wysokości. Kłącze płożące, czepne z gęstym układem korzeniowym. Pokryte jest drobnymi łuseczkami w kolorze brązowym. Liście wyrastają z kłącza po obu jego stronach, tworzą tzw. "ptasie skrzydła" osiągając szerokość 2–7 cm. Brzeg liścia cały lub marszczony.

## Biologia i ekologia
Roślina ziemno-wodna, ze względu na miejsce występowania wytworzyła wyraźną różnicę pomiędzy formą wodną a ziemną. Różni się liśćmi jak i sposobem rozmnażania się. Liście formy ziemnej są pierzastosieczne, wodna forma tej rośliny posiada liście lancetowate.
Rozmnażanie: Forma ziemna rozwija się generatywne przez zarodniki. Umiejscowienie tych zarodników przebiega wzdłuż głównych nerwów liścia.
W przypadku formy wodnej roślina rozmnaża się wegetatywnie za pomocą rozmnóżek. Fałdy występujące na liściach są wyraźne w okresie powstawania na ich końcach zarodnikowych pączków. Z tych bulw rozwija się młoda roślina, która często posiada już własny system korzeniowy a wyglądem przypomina roślinę macierzystą. 

## Mikrozorium w akwarium
W akwarium mikrozorium oskrzydlone jest mniejsze, dorasta do 20–25 cm.
| Zalecane warunki w akwarium | Zalecane warunki w akwarium                                                                             |
| --------------------------- | --- |
| Zbiornik                    | duży |
| Temperatura wody            | 20 – 30 °C                                                                                              |
| Twardość wody               | miękka do twardej                                                                                       |
| Skala pH                    | 5,5 – 8,0                                                                                               |
| Oświetlenie                 | wymagania świetlne średnie (lubi półcień)                                                               |
| Hodowla                     | dość łatwa, przy nieodpowiednich warunkach może obumierać                                               |
| Rozmnażanie                 | poprzez rozsadę młodej roślinki wyrastającej na starszej lub poprzez część kłącza wraz z kilkoma liśćmi |

Warunki: roślina uprawiana w akwarium powinna być mocowana do korzeni, kamieni. Posadzona w gruncie traci właściwości wzrostowe a korzenie ulegają procesowi gnilnemu. Forma ziemna może być wykorzystywana do obsadzenia paludarium.